# Хартлетон (Пенсилванија)
Хартлетон (енгл. Hartleton) град је у америчкој савезној држави Пенсилванија.

## Демографија
По попису из 2010. године број становника је 283, што је 23 (8,8%) становника више него 2000. године.
| Група             | 2000.       | 2010.       |
| Белци             | 252 (96,9%) | 279 (98,6%) |
| Афроамериканци    | 0 (0,0%)    | 0 (0,0%)    |
| Азијати           | 0 (0,0%)    | 0 (0,0%)    |
| Хиспаноамериканци | 1 (0,4%)    | 0 (0,0%)    |
| Укупно            | 260         | 283         |